# Sinam
Sinam (nep. सिनाम) – gaun wikas samiti we wschodniej części Nepalu w strefie Meći w dystrykcie Taplejung. Według nepalskiego spisu powszechnego z 2001 roku liczył on 414 gospodarstw domowych i 2210 mieszkańców (1141 kobiet i 1069 mężczyzn).